# Scevola
Scevola ist ein italienischer männlicher Vorname.

## Herkunft
Der Name leitet sich von dem Cognomen Scaevola ab.

## Bekannte Namensträger
- Scevola Mariotti (1920–2000), italienischer Klassischer Philologe